# Elke Lindemann

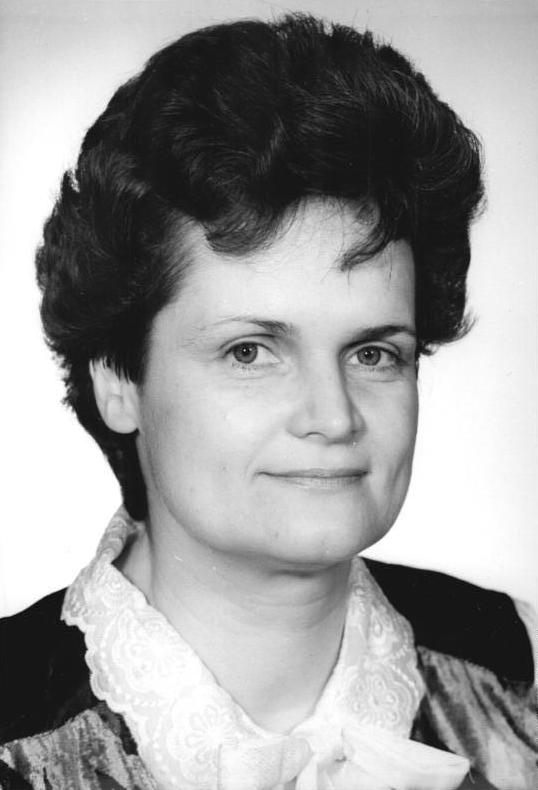
Elke Lindemann (1990)

Elke Lindemann (* 29. Mai 1943 in Halle (Saale)) ist eine deutsche Politikerin der SPD und war von 1990 bis 2002 Mitglied im Landtag von Sachsen-Anhalt.

## Leben und Beruf
Nach der Mittleren Reife absolvierte sie eine Ausbildung als Handelskauffrau. Von 1966 bis 1970 studierte sie an der Fachschule für Binnenhandel in Dresden Handelsökonomie. Ab 1973 bis zum Einzug in den Landtag war sie in der Kreisverwaltung Schönebeck tätig.
Lindemann ist verheiratet und hat zwei Kinder.

## Partei
Im Januar 1990 trat Lindemann in die SPD ein.

## Abgeordnete
Sie war Mitglied der ersten freigewählten Volkskammer der DDR.
Lindemann war Abgeordnete im Landtag von Sachsen-Anhalt seit der ersten Wahlperiode und trat zur Landtagswahl 2002 nicht erneut an.
Sie vertrat den Wahlkreis Schönebeck und war Mitglied im Ausschuss für Arbeit, Gesundheit und Soziales sowie stellvertretende Vorsitzende im Ausschuss für Gleichstellung.